# National Film Registry

Logotipo do National Film Registry.

O National Film Registry é uma seleção de filmes escolhidos pela National Film Preservation Board para preservação na Biblioteca do Congresso dos Estados Unidos. O conselho, criado em 1988 pelo National Film Preservation Act, foi autorizado por atos do Congresso em 1992, 1996, 2005 e outubro de 2008. A lei de 1996 também criou uma fundação sem fins lucrativos, a National Film Preservation Foundation, que, apesar de afiliada ao National Film Preservation Board, é financiada pela iniciativa privada.
O National Film Registry acrescenta anualmente à sua lista 25 filmes considerados "visualmente, historicamente ou esteticamente significantes", mostrando a variedade e diversidade do patrimônio cinematográfico norte-americano de modo a aumentar a conscientização da necessidade de preservação. No entanto, estar incluído na lista não é garantia de preservação. Para se qualificar à inclusão, o filme deve ter pelo menos dez anos de idade. Para a primeira seleção em 1989, o público indicou quase mil filmes para consideração. Membros do National Film Preservation Board então desenvolveram cédulas individuais dos filmes que poderiam ser incluídos. As cédulas foram contadas e organizadas em uma lista de 25 filmes, que foi então modificada por James H. Billington, Bibliotecário do Congresso, e sua equipe na Biblioteca para a seleção final. Desde 1997, o público passou a poder indicar até cinquenta filmes por ano para consideração.

"Juntos, os ... filmes no National Film Registry representam a impressionante gama do cinema americano – incluindo longas de Hollywood, documentários, avant-garde e produções amadoras, filmes de interesse regional, étnico, animação e curtas-metragem – todos merecem reconhecimento, preservação e acesso por futuras gerações. No começo desse novo milênio, o registro permanece entre os melhores somatórios do maravilhoso primeiro século do cinema americano."

—Dr. James H. Billington, Bibliotecário do Congresso.
O registro inclui filmes que vão de clássicos de Hollywood até aqueles que não possuem um detentor de seus direitos. Para a inclusão não se exige que o filme seja um longa-metragem, nem que tenha sido lançado comercialmente. O registro possui cinejornais, filmes mudos, filmes experimentais, curtas-metragem, filmes que estão no domínio público, seriados, filmes caseiros, documentários, filmes independentes, filmes para a televisão e clipes músicais. Na listagem de 2011, existem 575 filmes preservados.
O filme mais antigo da lista é Newark Athlete, de 1891, e o mais recente é The Matrix, de 1999. Contando os onze seriados no registro, datados pelo ano de encerramento, os anos com o maior número de filmes preservados são 1939 e 1940, com 16 filmes cada. O tempo entre a estreia do filme e sua seleção varia muito; o maior espaço de tempo foi 119 anos, justamente com Newark Athlete, selecionado em 2010. O intervalo mínimo é dez anos, partilhado por Raging Bull, Do the Right Thing, Goodfellas, Toy Story e Fargo. Filmes lançados antes de 1979 não precisavam de tempo mínimo para seleção. No primeiro ano do registro, Star Wars era o filme mais novo, com o clássico Laranja Mecânica sendo o filme mais recente adicionado, adicionado em 2020.

## Filmes
| Título                                                               | Tipo                                     | Ano de lançamento | Ano de seleção | Ref    |  |
| -------------------------------------------------------------------- | ---------------------------------------- | ----------------- | -------------- | ------ |  |
| Study of a River                                                     |                                          | 1996-1997         | 2010           | [ 10 ] |  |
| The Big Lebowski                                                     |                                          | 1998              | 2014           | [ 10 ] |  |
| Saving Private Ryan                                                  | longa de ficção                          | 1998              | 2014           | [ 10 ] |  |
| The Matrix                                                           | longa de ficção                          | 1999              | 2012           | [ 10 ] |  |
| Into the Arms of Strangers: Stories of the Kindertransport           |                                          | 2000              | 2014           | [ 10 ] |  |
| Decasia                                                              |                                          | 2002              | 2013           | [ 10 ] |  |
| 13 Lakes                                                             |                                          | 2004              | 2014           | [ 10 ] |  |
| Martha Graham Dance Films                                            |                                          | 2013              |                | [ 10 ] |  |
| 12 Angry Men                                                         | longa de ficção                          | 1957              | 2007           | [ 11 ] |  |
| 2001: A Space Odyssey                                                | longa de ficção                          | 1968              | 1991           | [ 12 ] |  |
| 3:10 to Yuma                                                         | longa de ficção                          | 1957              | 2012           | [ 13 ] |  |
| 42nd Street                                                          | longa de ficção                          | 1933              | 1998           | [ 14 ] |  |
| The 7th Voyage of Sinbad                                             | longa de ficção                          | 1958              | 2008           | [ 15 ] |  |
| Abbott and Costello Meet Frankenstein                                | longa de ficção                          | 1948              | 2001           | [ 16 ] |  |
| Adam's Rib                                                           | longa de ficção                          | 1949              | 1992           | [ 17 ] |  |
| The Adventures of Robin Hood                                         | longa de ficção                          | 1938              | 1995           | [ 18 ] |  |
| The African Queen                                                    | longa de ficção                          | 1951              | 1994           | [ 19 ] |  |
| Airplane!                                                            | longa de ficção                          | 1980              | 2010           | [ 20 ] |  |
| Alien                                                                | longa de ficção                          | 1979              | 2002           | [ 21 ] |  |
| All About Eve                                                        | longa de ficção                          | 1950              | 1990           | [ 22 ] |  |
| All My Babies                                                        | documentário                             | 1957              | 2002           | [ 21 ] |  |
| All Quiet on the Western Front                                       | longa de ficção                          | 1930              | 1990           | [ 22 ] |  |
| All That Heaven Allows                                               | longa de ficção                          | 1955              | 1995           | [ 18 ] |  |
| All That Jazz                                                        | longa de ficção                          | 1979              | 2001           | [ 16 ] |  |
| All the King's Men                                                   | longa de ficção                          | 1949              | 2001           | [ 16 ] |  |
| All the President's Men                                              | longa de ficção                          | 1976              | 2010           | [ 20 ] |  |
| Allures                                                              | experimental                             | 1961              | 2011           | [ 23 ] |  |
| America America                                                      | longa de ficção                          | 1963              | 2001           | [ 16 ] |  |
| American Graffiti                                                    | longa de ficção                          | 1973              | 1995           | [ 18 ] |  |
| An American in Paris                                                 | longa de ficção                          | 1951              | 1993           | [ 24 ] |  |
| Anatomy of a Murder                                                  | longa de ficção                          | 1959              | 2012           | [ 13 ] |  |
| Animal House                                                         | longa de ficção                          | 1978              | 2001           | [ 16 ] |  |
| Annie Hall                                                           | longa de ficção                          | 1977              | 1992           | [ 17 ] |  |
| Antonia: A Portrait of the Woman                                     | documentário                             | 1974              | 2003           | [ 25 ] |  |
| The Apartment                                                        | longa de ficção                          | 1960              | 1994           | [ 19 ] |  |
| Apocalypse Now                                                       | longa de ficção                          | 1979              | 2000           | [ 26 ] |  |
| Applause                                                             | longa de ficção                          | 1929              | 2006           | [ 27 ] |  |
| The Asphalt Jungle                                                   | longa de ficção                          | 1950              | 2008           | [ 15 ] |  |
| Atlantic City                                                        | longa de ficção                          | 1980              | 2003           | [ 25 ] |  |
| The Augustas                                                         | Vídeo caseiro/documentário               | 1930s-1950s       | 2012           | [ 13 ] |  |
| The Awful Truth                                                      | longa de ficção                          | 1937              | 1996           | [ 28 ] |  |
| Baby Face                                                            | longa de ficção                          | 1933              | 2005           | [ 29 ] |  |
| Back to the Future                                                   | longa de ficção                          | 1985              | 2007           | [ 11 ] |  |
| The Bad and the Beautiful                                            | longa de ficção                          | 1952              | 2002           | [ 21 ] |  |
| Badlands                                                             | longa de ficção                          | 1973              | 1993           | [ 24 ] |  |
| Bambi                                                                | longa animado de ficção                  | 1942              | 2011           | [ 23 ] |  |
| The Band Wagon                                                       | longa de ficção                          | 1953              | 1995           | [ 18 ] |  |
| The Bank Dick                                                        | longa de ficção                          | 1940              | 1992           | [ 17 ] |  |
| The Bargain                                                          | longa de ficção                          | 1914              | 2010           | [ 20 ] |  |
| The Battle of San Pietro                                             | documentário                             | 1945              | 1991           | [ 12 ] |  |
| Beauty and the Beast                                                 | longa animado de ficção                  | 1991              | 2002           | [ 21 ] |  |
| Ben-Hur                                                              | longa de ficção                          | 1959              | 2004           | [ 30 ] |  |
| Ben-Hur: A Tale of the Christ                                        | longa de ficção                          | 1925              | 1997           | [ 31 ] |  |
| The Best Years of Our Lives                                          | longa de ficção                          | 1946              | 1989           | [ 32 ] |  |
| Big Business                                                         | curta-metragem                           | 1929              | 1992           | [ 17 ] |  |
| The Big Heat                                                         | longa de ficção                          | 1953              | 2011           | [ 23 ] |  |
| The Big Parade                                                       | longa de ficção                          | 1925              | 1992           | [ 17 ] |  |
| The Big Sleep                                                        | longa de ficção                          | 1946              | 1997           | [ 31 ] |  |
| The Big Trail                                                        | longa de ficção                          | 1930              | 2006           | [ 27 ] |  |
| The Birth of a Nation                                                | longa de ficção                          | 1915              | 1992           | [ 17 ] |  |
| The Black Pirate                                                     | longa de ficção                          | 1926              | 1993           | [ 24 ] |  |
| The Black Stallion                                                   | longa de ficção                          | 1979              | 2002           | [ 21 ] |  |
| Blacksmith Scene                                                     | curta-metragem                           | 1893              | 1995           | [ 18 ] |  |
| Blade Runner                                                         | longa de ficção                          | 1982              | 1993           | [ 24 ] |  |
| Blazing Saddles                                                      | longa de ficção                          | 1974              | 2006           | [ 27 ] |  |
| The Blood of Jesus                                                   | longa de ficção                          | 1941              | 1991           | [ 12 ] |  |
| The Blue Bird                                                        | longa de ficção                          | 1918              | 2004           | [ 30 ] |  |
| Bonnie and Clyde                                                     | longa de ficção                          | 1967              | 1992           | [ 17 ] |  |
| Boyz n the Hood                                                      | longa de ficção                          | 1991              | 2002           | [ 21 ] |  |
| Bride of Frankenstein                                                | longa de ficção                          | 1935              | 1998           | [ 14 ] |  |
| The Bridge on the River Kwai                                         | longa de ficção                          | 1957              | 1997           | [ 31 ] |  |
| Bringing Up Baby                                                     | longa de ficção                          | 1938              | 1990           | [ 22 ] |  |
| Broken Blossoms                                                      | longa de ficção                          | 1919              | 1996           | [ 28 ] |  |
| Born Yesterday                                                       | longa de ficção                          | 1950              | 2012           | [ 13 ] |  |
| Breakfast at Tiffany's                                               | longa de ficção                          | 1961              | 2012           | [ 13 ] |  |
| A Bronx Morning                                                      | curta-metragem                           | 1931              | 2004           | [ 30 ] |  |
| The Buffalo Creek Flood: An Act of Man                               | documentário                             | 1975              | 2005           | [ 29 ] |  |
| Bullitt                                                              | longa de ficção                          | 1968              | 2007           | [ 11 ] |  |
| Butch Cassidy and the Sundance Kid                                   | longa de ficção                          | 1969              | 2003           | [ 25 ] |  |
| Cabaret                                                              | longa de ficção                          | 1972              | 1995           | [ 18 ] |  |
| The Cameraman                                                        | longa de ficção                          | 1928              | 2005           | [ 29 ] |  |
| Carmen Jones                                                         | longa de ficção                          | 1954              | 1992           | [ 17 ] |  |
| Casablanca                                                           | longa de ficção                          | 1942              | 1989           | [ 32 ] |  |
| Castro Street                                                        | documentário/curta-metragem/experimental | 1966              | 1992           | [ 17 ] |  |
| Cat People                                                           | longa de ficção                          | 1942              | 1993           | [ 24 ] |  |
| Chan Is Missing                                                      | longa de ficção                          | 1982              | 1995           | [ 18 ] |  |
| The Cheat                                                            | longa de ficção                          | 1915              | 1993           | [ 24 ] |  |
| The Chechahcos                                                       | longa de ficção                          | 1924              | 2003           | [ 25 ] |  |
| Chinatown                                                            | longa de ficção                          | 1974              | 1991           | [ 12 ] |  |
| A Christmas Story                                                    | longa de ficção                          | 1983              | 2012           | [ 13 ] |  |
| Chulas Fronteras                                                     | documentário                             | 1976              | 1993           | [ 24 ] |  |
| Citizen Kane                                                         | longa de ficção                          | 1941              | 1989           | [ 32 ] |  |
| The City                                                             | documentário                             | 1939              | 1998           | [ 14 ] |  |
| City Lights                                                          | longa de ficção                          | 1931              | 1991           | [ 12 ] |  |
| Civilization                                                         | longa de ficção                          | 1916              | 1999           | [ 33 ] |  |
| Clash of the Wolves                                                  | longa de ficção                          | 1925              | 2004           | [ 30 ] |  |
| Close Encounters of the Third Kind                                   | longa de ficção                          | 1977              | 2007           | [ 11 ] |  |
| Cologne: From the Diary of Ray and Esther                            | documentário/curta-metragem              | 1939              | 2001           | [ 16 ] |  |
| Commandment Keeper Church, Beaufort South Carolina, May 1940         | documentário/curta-metragem              | 1940              | 2005           | [ 29 ] |  |
| A Computer Animated Hand                                             | curta-metragem                           | 1972              | 2011           | [ 23 ] |  |
| The Conversation                                                     | longa de ficção                          | 1974              | 1995           | [ 18 ] |  |
| Cool Hand Luke                                                       | longa de ficção                          | 1967              | 2005           | [ 29 ] |  |
| The Cool World                                                       | longa de ficção                          | 1963              | 1994           | [ 19 ] |  |
| Cops                                                                 | curta-metragem                           | 1922              | 1997           | [ 31 ] |  |
| The Corbett-Fitzsimmons Fight                                        | documentário                             | 1897              | 2012           | [ 13 ] |  |
| A Corner in Wheat                                                    | curta-metragem                           | 1909              | 1994           | [ 19 ] |  |
| The Court Jester                                                     | longa de ficção                          | 1956              | 2004           | [ 30 ] |  |
| Crisis: Behind a Presidential Commitment                             | documentário                             | 1963              | 2011           | [ 23 ] |  |
| The Crowd'                                                           | longa de ficção                          | 1928              | 1989           | [ 32 ] |  |
| Cry of Jazz                                                          | curta-metragem                           | 1959              | 2010           | [ 20 ] |  |
| The Cry of the Children                                              | curta-metragem                           | 1912              | 2011           | [ 23 ] |  |
| A Cure for Pokeritis                                                 | curta-metragem                           | 1912              | 2011           | [ 23 ] |  |
| The Curse of Quon Gwon                                               | curta-metragem                           | 1916-1917         | 2006           | [ 27 ] |  |
| Czechoslovakia 1968                                                  | documentário/curta-metragem              | 1969              | 1997           | [ 31 ] |  |
| Dance, Girl, Dance                                                   | longa de ficção                          | 1940              | 2007           | [ 11 ] |  |
| Dances with Wolves                                                   | longa de ficção                          | 1990              | 2007           | [ 11 ] |  |
| Daughter of Shanghai                                                 | longa de ficção                          | 1937              | 2006           | [ 27 ] |  |
| Daughters of the Dust                                                | longa de ficção                          | 1991              | 2004           | [ 30 ] |  |
| David Holzman's Diary                                                | longa de ficção                          | 1968              | 1991           | [ 12 ] |  |
| The Day the Earth Stood Still                                        | longa de ficção                          | 1951              | 1995           | [ 18 ] |  |
| Days of Heaven                                                       | longa de ficção                          | 1978              | 2007           | [ 11 ] |  |
| Dead Birds                                                           | documentário                             | 1964              | 1998           | [ 14 ] |  |
| The Deer Hunter                                                      | longa de ficção                          | 1978              | 1996           | [ 28 ] |  |
| Deliverance                                                          | longa de ficção                          | 1972              | 2008           | [ 15 ] |  |
| Destry Rides Again                                                   | longa de ficção                          | 1939              | 1996           | [ 28 ] |  |
| Detour                                                               | longa de ficção                          | 1945              | 1992           | [ 17 ] |  |
| Dickson Experimental Sound Film                                      | curta-metragem/experimental              | 1894-1895         | 2003           | [ 25 ] |  |
| Dirty Harry                                                          | longa de ficção                          | 1971              | 2012           | [ 13 ] |  |
| Disneyland Dream                                                     | filme caseiro                            | 1956              | 2008           | [ 15 ] |  |
| D.O.A.                                                               | longa de ficção                          | 1950              | 2004           | [ 30 ] |  |
| Do the Right Thing                                                   | longa de ficção                          | 1989              | 1999           | [ 33 ] |  |
| The Docks of New York                                                | longa de ficção                          | 1928              | 1999           | [ 33 ] |  |
| Dodsworth                                                            | longa de ficção                          | 1936              | 1990           | [ 22 ] |  |
| Dog Day Afternoon                                                    | longa de ficção                          | 1975              | 2009           | [ 34 ] |  |
| Dog Star Man                                                         | curta-metragem/experimental              | 1964              | 1992           | [ 17 ] |  |
| Dont Look Back                                                       | documentário                             | 1967              | 1998           | [ 14 ] |  |
| Double Indemnity                                                     | longa de ficção                          | 1944              | 1992           | [ 17 ] |  |
| Dr. Strangelove or: How I Learned to Stop Worrying and Love the Bomb | longa de ficção                          | 1964              | 1989           | [ 32 ] |  |
| Dracula                                                              | longa de ficção                          | 1931              | 2000           | [ 26 ] |  |
| Drums of Winter                                                      | documentário                             | 1988              | 2006           | [ 27 ] |  |
| Duck Amuck                                                           | curta-metragem animado                   | 1953              | 1999           | [ 33 ] |  |
| Duck and Cover                                                       | curta-metragem animado                   | 1951              | 2004           | [ 30 ] |  |
| Duck Soup                                                            | curta-metragem animado                   | 1933              | 1990           | [ 22 ] |  |
| E.T. the Extra-Terrestrial                                           | longa de ficção                          | 1982              | 1994           | [ 19 ] |  |
| Early Abstractions                                                   | curtas-metragem animados                 | 1939-1956         | 2006           | [ 27 ] |  |
| Easy Rider                                                           | longa de ficção                          | 1969              | 1998           | [ 14 ] |  |
| Eaux d'Artifice                                                      | curta-metragem                           | 1953              | 1993           | [ 24 ] |  |
| Electronic Labyrinth: THX 1138 4EB                                   | curta-metragem                           | 1967              | 2010           | [ 20 ] |  |
| El Mariachi                                                          | longa de ficção                          | 1992              | 2011           | [ 23 ] |  |
| El Norte                                                             | longa de ficção                          | 1983              | 1995           | [ 18 ] |  |
| The Emperor Jones                                                    | longa de ficção                          | 1933              | 1999           | [ 33 ] |  |
| Empire                                                               | experimental                             | 1964              | 2004           | [ 30 ] |  |
| The Empire Strikes Back                                              | longa de ficção                          | 1980              | 2010           | [ 20 ] |  |
| The Endless Summer                                                   | documentário                             | 1966              | 2001           | [ 21 ] |  |
| Enter the Dragon                                                     | longa de ficção                          | 1973              | 2004           | [ 30 ] |  |
| Eraserhead                                                           | longa de ficção                          | 1977              | 2004           | [ 30 ] |  |
| The Evidence of the Film                                             | curta-metragem                           | 1913              | 2001           | [ 16 ] |  |
| The Exiles                                                           | longa de ficção                          | 1961              | 2009           | [ 34 ] |  |
| The Exorcist                                                         | longa de ficção                          | 1973              | 2010           | [ 20 ] |  |
| The Exploits of Elaine                                               | seriado                                  | 1914              | 1994           | [ 19 ] |  |
| A Face in the Crowd                                                  | longa de ficção                          | 1957              | 2008           | [ 15 ] |  |
| Faces                                                                | longa de ficção                          | 1968              | 2011           | [ 23 ] |  |
| Fake Fruit Factory                                                   | documentário/curta-metragem              | 1986              | 2011           | [ 23 ] |  |
| The Fall of the House of Usher                                       | curta-metragem                           | 1928              | 2000           | [ 26 ] |  |
| Fantasia                                                             | longa animado de ficção                  | 1940              | 1990           | [ 22 ] |  |
| Fargo                                                                | longa de ficção                          | 1996              | 2006           | [ 27 ] |  |
| Fast Times at Ridgemont High                                         | longa de ficção                          | 1982              | 2005           | [ 29 ] |  |
| Fatty's Tintype Tangle                                               | curta-metragem                           | 1915              | 1995           | [ 18 ] |  |
| Film Portrait                                                        | documentário                             | 1970              | 2003           | [ 19 ] |  |
| Five Easy Pieces                                                     | longa de ficção                          | 1970              | 2000           | [ 26 ] |  |
| Flash Gordon                                                         | seriado                                  | 1936              | 1996           | [ 28 ] |  |
| Flesh and the Devil                                                  | longa de ficção                          | 1926              | 2006           | [ 27 ] |  |
| Flower Drum Song                                                     | longa de ficção                          | 1961              | 2008           | [ 15 ] |  |
| Foolish Wives                                                        | longa de ficção                          | 1922              | 2008           | [ 15 ] |  |
| Footlight Parade                                                     | longa de ficção                          | 1933              | 1992           | [ 17 ] |  |
| Force of Evil                                                        | longa de ficção                          | 1948              | 1994           | [ 19 ] |  |
| The Forgotten Frontier                                               | documentário                             | 1931              | 1996           | [ 28 ] |  |
| Forrest Gump                                                         | longa de ficção                          | 1994              | 2011           | [ 23 ] |  |
| The Four Horsemen of the Apocalypse                                  | longa de ficção                          | 1921              | 1995           | [ 18 ] |  |
| Jenkins Orphanage Band (Fox Movietone News)                          | cinejornal                               | 1928              | 2003           | [ 25 ] |  |
| Frank Film                                                           | curta-metragem animado                   | 1973              | 1996           | [ 28 ] |  |
| Frankenstein                                                         | longa de ficção                          | 1931              | 1991           | [ 12 ] |  |
| Freaks                                                               | longa de ficção                          | 1932              | 1994           | [ 19 ] |  |
| Free Radicals                                                        | curta-metragem animado                   | 1979              | 2008           | [ 15 ] |  |
| The French Connection                                                | longa de ficção                          | 1971              | 2005           | [ 29 ] |  |
| The Freshman                                                         | longa de ficção                          | 1925              | 1990           | [ 22 ] |  |
| From Here to Eternity                                                | longa de ficção                          | 1953              | 2002           | [ 21 ] |  |
| From Stump to Ship                                                   | industrial/curta-metragem                | 1930              | 2002           | [ 21 ] |  |
| From the Manger to the Cross                                         | longa de ficção                          | 1912              | 1998           | [ 14 ] |  |
| The Front Page                                                       | longa de ficção                          | 1931              | 2010           | [ 20 ] |  |
| Fuji                                                                 | curta-metragem                           | 1974              | 2002           | [ 21 ] |  |
| Fury                                                                 | longa de ficção                          | 1936              | 1995           | [ 18 ] |  |
| Garlic Is as Good as Ten Mothers                                     | documentário                             | 1980              | 2004           | [ 30 ] |  |
| The General                                                          | longa de ficção                          | 1927              | 1989           | [ 32 ] |  |
| George Stevens World War II Footage                                  | documentário                             | 1943-1946         | 2008           | [ 15 ] |  |
| Gerald McBoing-Boing                                                 | curta-metragem animado                   | 1951              | 1995           | [ 18 ] |  |
| Gertie the Dinosaur                                                  | curta-metragem animado                   | 1914              | 1991           | [ 12 ] |  |
| Giant                                                                | longa de ficção                          | 1956              | 2005           | [ 29 ] |  |
| Gigi                                                                 | longa de ficção                          | 1958              | 1991           | [ 12 ] |  |
| Glimpse of the Garden                                                | curta-metragem                           | 1957              | 2007           | [ 11 ] |  |
| The Godfather                                                        | longa de ficção                          | 1972              | 1990           | [ 22 ] |  |
| The Godfather: Part II                                               | longa de ficção                          | 1974              | 1993           | [ 24 ] |  |
| Going My Way                                                         | longa de ficção                          | 1944              | 2004           | [ 30 ] |  |
| Gold Diggers of 1933                                                 | longa de ficção                          | 1933              | 2003           | [ 25 ] |  |
| The Gold Rush                                                        | longa de ficção                          | 1925              | 1992           | [ 17 ] |  |
| Gone with the Wind                                                   | longa de ficção                          | 1939              | 1989           | [ 32 ] |  |
| Goodfellas                                                           | longa de ficção                          | 1990              | 2000           | [ 26 ] |  |
| The Graduate                                                         | longa de ficção                          | 1967              | 1996           | [ 28 ] |  |
| Grand Hotel                                                          | longa de ficção                          | 1932              | 2007           | [ 11 ] |  |
| The Grapes of Wrath                                                  | longa de ficção                          | 1940              | 1989           | [ 32 ] |  |
| Grass                                                                | documentário                             | 1925              | 1997           | [ 31 ] |  |
| The Great Dictator                                                   | longa de ficção                          | 1940              | 1997           | [ 31 ] |  |
| The Great Train Robbery                                              | curta-metragem                           | 1903              | 1990           | [ 22 ] |  |
| Greed                                                                | longa de ficção                          | 1924              | 1991           | [ 12 ] |  |
| Grey Gardens                                                         | documentário                             | 1976              | 2010           | [ 20 ] |  |
| Groundhog Day                                                        | longa de ficção                          | 1993              | 2006           | [ 27 ] |  |
| Growing Up Female                                                    | documentário                             | 1971              | 2011           | [ 23 ] |  |
| Gun Crazy                                                            | longa de ficção                          | 1949              | 1998           | [ 14 ] |  |
| Gunga Din                                                            | longa de ficção                          | 1939              | 1999           | [ 33 ] |  |
| H2O                                                                  | curta-metragem                           | 1929              | 2005           | [ 29 ] |  |
| Hallelujah!                                                          | longa de ficção                          | 1929              | 2008           | [ 15 ] |  |
| Halloween                                                            | longa de ficção                          | 1978              | 2006           | [ 27 ] |  |
| Hands Up!                                                            | longa de ficção                          | 1926              | 2005           | [ 29 ] |  |
| Harlan County, USA                                                   | documentário                             | 1976              | 1990           | [ 22 ] |  |
| Harold and Maude                                                     | longa de ficção                          | 1972              | 1997           | [ 31 ] |  |
| The Heiress                                                          | longa de ficção                          | 1949              | 1996           | [ 28 ] |  |
| Hell's Hinges                                                        | longa de ficção                          | 1916              | 1994           | [ 19 ] |  |
| Heroes All                                                           | Documentário                             | 1920              | 2009           | [ 34 ] |  |
| Hester Street                                                        | longa de ficção                          | 1975              | 2011           | [ 23 ] |  |
| High Noon                                                            | longa de ficção                          | 1952              | 1989           | [ 32 ] |  |
| High School                                                          | documentário                             | 1969              | 1991           | [ 12 ] |  |
| Hindenburg disaster newsreel footage                                 | cinejornal                               | 1937              | 1997           | [ 31 ] |  |
| His Girl Friday                                                      | longa de ficção                          | 1940              | 1993           | [ 24 ] |  |
| The Hitch-Hiker                                                      | longa de ficção                          | 1953              | 1998           | [ 14 ] |  |
| Hoop Dreams                                                          | documentário                             | 1994              | 2005           | [ 29 ] |  |
| Hoosiers                                                             | longa de ficção                          | 1986              | 2001           | [ 16 ] |  |
| Hospital                                                             | documentário                             | 1970              | 1994           | [ 19 ] |  |
| The Hospital                                                         | longa de ficção                          | 1971              | 1995           | [ 18 ] |  |
| Hot Dogs for Gauguin                                                 | curta-metragem                           | 1972              | 2009           | [ 34 ] |  |
| Hours for Jerome (Partes I & II)                                     | experimental                             | 1980-1982         | 2012           | [ 13 ] |  |

- Notas

1. ↑  Partes 1–5, 7 e 10.
2. ↑  Seriado com catorze curtas-metragem.
3. ↑  Seriado com treze curtas-metragem.